# حامل الأكياس كاريستيس
حامل الأكياس كاريستيس (الاسم العلمي: Coleophora charistis) هي عثة من عائلة حاملات الأكياس المتوطنة في المغرب.